# Manilkara sylvestris
Manilkara sylvestris là một loài thực vật có hoa trong họ Hồng xiêm. Loài này được Aubrév. & Pellegr. mô tả khoa học đầu tiên năm 1957.